# 义塘县
义塘县，中国古县名。
东魏武定七年（549年）置义塘郡，领义塘、归义、怀仁3县。义塘县为郡治。隋朝开皇三年（583年）废入怀仁县，故治在今江苏省赣榆县徐福镇临马疃村东。